# Culpa no Direito Penal
Culpa é um elemento de suma importância para o Direito penal. Juntamente com o Dolo, é observada no âmbito da tipicidade subjetiva. O princípio científico para si é encontrado no Artigo 18, inciso II do Código Penal, sendo muito importante para a Teoria do Delito, que analisa uma conduta quanto aos fatores Tipicidade,  Antijuridicidade e Culpabilidade — propriedades da Criminologia —, para só então chegar a uma conclusão quanto a responsabilização penal de um agente. A Culpa, assim como o Dolo, é uma propriedade que define toda e qualquer conduta, influenciando na aplicação da pena e determinando a intensidade punitiva a ser aplicada.

## O conceito de Culpa
Segundo a Teoria Geral do Delito, defendida pelas doutrinas brasileiras, para que uma conduta seja considerada crime, deve ser típica, antijurídica e culpável. Desse modo, para uma conduta ser típica, é necessário que se enquadre em dolo ou culpa, conhecidos como elementos subjetivos que fazem parte da estrutura do crime, tendo como parâmetro o artigo 18 do Código Penal brasileiro.
Tais elementos subjetivos permitem identificar a atividade comportamental do indivíduo, reconhecendo a presença ou ausência de vontade e consciência do agente ao praticar o crime. Diante disso, eles influenciam na medição de pena do criminoso — dosimetria da pena —, pois o crime praticado com dolo, por assumir — ou intender — o risco de produzir o resultado ilícito, é considerado mais grave do que o crime praticado com culpa, que foi uma ação com descuido do agente. Consequentemente, a legislação brasileira define penas mais severas para o crime doloso. 
O conceito de Culpa é abordado no Código Penal no artigo 18, inciso II, que afirma que a legislação procura diferenciar a conduta ilícita entre crime doloso e crime culposo. A principal distinção se dá pelo dolo ser movido pela intenção e vontade do agente ao praticar o crime, assumindo os riscos e consequências do resultado. Em contrapartida, a culpa é baseada na falta de cuidado do agente ao praticar alguma conduta que produziu um resultado não desejado, porém era previsível que acontecesse, assim por negligência como por desatenção ou quaisquer outros fatores que contribuam. “Artigo 18. Diz-se o crime: I – doloso, quando o agente quis o resultado ou assumiu o risco de produzi-lo; II – culposo, quando o agente deu causa ao resultado por imprudência, negligência ou imperícia.”
Desse modo, atua com culpa o indivíduo quem pratica o crime por falta de observação e cautela, onde possuía um dever de cuidado, que não foi cumprido pelo agente. Por conta disso, afirma-se que o crime culposo é previsível, pois existia a possibilidade de produzir o resultado da ação, diante da existência da consciência do agente em estar realizando algo perigoso. Contudo, ao ter conhecimento do risco de sua atitude, acreditar que pode impedi-lo e, mesmo assim, não adotar as medidas necessárias de cuidado, o agente atua com culpa. É importante firmar que, mesmo que o agente não tenha consciência do perigo de sua ação, ainda que fosse possível chegar a esse conhecimento com certa atenção, e não adota as medidas necessárias de cuidado, o agente também agiu de maneira culposa. Assim sendo, a culpa se constitui como uma conduta voluntária que produziu ato ilícito e não desejado, apesar de previsível, que podia ser evitado se não fosse pelo descuido do agente. Ou seja, a culpa considera mais a consequência do ato do que com o objetivo da conduta, isto é, importa-se mais com o modo em que o ator do crime agiu, com imprudência, negligência ou imperícia, as modalidades da culpa, do que com o objetivo do agente.  

## Elementos da Culpa
Os elementos da culpa são:
- Inobservância do cuidado objetivo devido e princípio da confiança:

O dever objetivo de cuidado dirige-se a todos os sujeitos presentes na sociedade, sendo que ele consiste, segundo o autor Cezar Roberto Bitencourt, em identificar o perigo que pode haver sobre o bem jurídico tutelado e apenas realizar uma ação sobre o objeto quando forem realizadas as precauções necessárias. O tipo culposo se instaura quando há uma lesão a esse dever de cuidado, sendo indispensável analisar dois aspectos do caso concreto: o que o agente identificou como dever de cuidado e se a ação do agente correspondeu a esse dever. A partir do dever de cuidado, surge o princípio da confiança, que se baseia no critério de que cada indivíduo espera que os demais se comportem de maneira adequada. Entretanto, é preciso considerar que apenas aquele que cumpre com o seu cuidado objetivamente devido tem o direito de invocar o princípio da confiança.
- Produção de um resultado e nexo causal

O resultado de uma ação integra o injusto culposo quando há ausência da observância adequada ao dever de cuidado. Se em uma situação hipotética for realizado o dever de cautela, mesmo que o resultado venha a ocorrer, não se pode incidir sobre o sujeito o crime culposo. Esse é o outro critério, o chamado nexo causal, em que se não houver uma falha na responsabilidade do agente sobre o bem tutelado, então não se pode culpabilizá-lo pelo resultado, e se não houver resultado não há crime.
- Previsibilidade objetiva do resultado

O referido resultado dos crimes dolosos deve ser abrangido pela previsibilidade. Como descreve Hungria, a previsibilidade do fato se dá quando há a possibilidade de conhecimento pelo autor do fato típico da periculosidade de seus atos. No âmbito da culpa consciente, aquela em que o indivíduo tem a percepção dos possíveis acontecimentos, mas não atua com a prudência necessária, a previsibilidade frente a conduta ilícita é presente, como também se encontra na culpa inconsciente, porém, nesta o agente não detém de consciência a respeito da periculosidade de sua conduta. Ademais, este termo não é passível de concordância entre os estudiosos, visto que a doutrina por vezes adota a previsibilidade como um elemento da culpabilidade. De maneira concomitante, os autores Edilson Bonfim e Fernando Capez, postulam que a ausência de previsibilidade subjetiva não é um excludente da culpa, dado que se encontra presente na culpabilidade. Destarte, de forma majoritária há o entendimento que aquele resultado ao qual não se pode prever não é passível de caracterização delituosa culposa, como se trata o acaso, do caso fortuito.
- Conexão interna entre desvalor da ação e desvalor do resultado

O fim da ação, para caracterizar-se como culposa, deve decorrer da inobservância do cuidado devido, isto é, carecerá de ser a causa dessa. Nesse tipo de delito, o desvalor da ação é denotado pela inobservância do cuidado, por sua vez o desvalor do resultado pelo perigo ou pela efetiva lesão ao bem juridicamente protegido.

## Modalidades da Culpa[8]
São formas de manifestação da inobservância do cuidado necessário, isso é, modalidades da culpa:  a imprudência, negligência e imperícia.
- Imprudência

É a prática de um fato perigoso, caracterizado por uma ação positiva, isso é pressupõe uma ação precipitada sem cautela. Exemplo: Dirigir um veiculo em rua movimentada com excesso de velocidade.
- Negligência

É a ausência de precaução ou indiferença em relação ao ato realizado, de modo que se caracteriza por uma ação negativa, isso é deixar de tomar uma atitude ou não apresentar conduta que era esperada para a situação. Exemplo: Deixar uma arma de fogo ao alcance de uma criança 
- Imperícia

É a falta de aptidão para o exercício de arte ou profissão, não podendo ser confundida com erro profissional, assim é caracterizada pela incapacidade, havendo falta de habilidade específica ou conhecimento para a realização de uma atividade técnica ou científica. Exemplo: Engenheiro elétrico que assina um projeto de construção de um grande edifício. Tal profissional não tem conhecimento técnico para o fazer; o profissional habilitado é o engenheiro civil.

## Espécies de Culpa
Existem diferentes espécies de culpa, e elas são:
- Culpa Consciente: também pode ser chamada de culpa de previsão ou ex lascívia. É considerado culpa consciente quando o agente conhece a periculosidade de sua conduta e compreende que a produção de certo resultado é possível. Destacando-se assim, o elemento da previsibilidade. Porém, apesar do conhecimento, esse agente age mesmo assim pois acredita convictamente que o resultado perigoso previsto não ocorrerá. Nessa espécie de culpa, o agente não quer o resultado e nem assume deliberadamente o risco de produzi-lo, mas, mesmo sabendo que é possível que aconteça, acredita que consegue evitá-lo e só não consegue por erro de cálculo ou erro na execução[9]. Essa espécie de culpa se aproxima do dolo eventual[10], todavia, dele se diferencia, como será exposto a seguir nesse trabalho. Para fins ilustrativos, imaginemos a seguinte situação: um sujeito, dirigindo sua motocicleta, rumo a um compromisso importante, percebe que está extremamente atrasado e, se ficar parado na via esperando o sinal, irá perder seu compromisso. Diante disso, decide trafegar um quarteirão pela calçada, com o propósito de fugir do trânsito, porém, na calçada, se depara com pedestres. Mesmo sabendo que era previsível, com sua ação, atropelar alguém, o sujeito insiste em sua escolha, já que acredita honestamente ser capaz de desviar dos pedestres e faz de tudo para evitar algum acidente. Porém, por lesão a um dos deveres de cuidado que deveria ter, acabou por matar um pedestre. Nesse contexto, deparamos com uma situação de culpa consciente, já que o sujeito realizou a condutado acreditando fielmente que não ocorreria o resultado previsto.

- Culpa inconsciente ou sem representação: também chamada de culpa ex ignorantia, a culpa inconsciente ocorre quando o agente age sem previsão do resultado previsível, isto é, apesar de haver a possibilidade de prever o resultado, o autor da conduta perigosa não tem previsão por descuido, desatenção ou desinteresse. Dessa forma, percebe-se que a pessoa não prevê o resultado e não realiza os cuidados necessários para evita-lo por desleixo ou, até mesmo por não se dar conta de que seu comportamento se trata de uma conduta perigosa. Além disso, percebe-se que uma das características desse tipo de culpa é a ausência absoluta de nexo psicológico entre o autor e o resultado da sua ação, já que não havia previsibilidade subjetiva.[11] Entretanto, vale ressaltar que diferentemente de quando há imprevisibilidade, nos casos de caso fortuito ou força maior, em que o resultado da conduta do agente se afasta da seara do Direito Penal, as condutas, em que são identificadas a culpa inconsciente, podem ser punidas , desde que se demonstre que o agente poderia conhecer os riscos da sua conduta e deveria, portanto, ter tido alguns cuidados necessários, os quais são esperados de qualquer pessoa no seu lugar. Por fim, “na culpa inconsciente o resultado não é previsto pelo agente, embora previsível. É a culpa comum, que se manifesta pela imprudência, negligência ou imperícia.” [12]

- Culpa Própria: É a culpa comum, em que o resultado não é previsto, apesar de ser previsível. Nesse caso, o agente da conduta perigosa não quer o resultado e também não assume o rico de produzi-lo.

- Culpa Imprópria ou por assimilação: Também chamada de culpa por extensão, equiparação ou assimilação, a culpa imprópria ocorre quando o agente prevê o resultado e o quer ou assume o risco de produzi-lo, entretanto, esse age em erro de tipo inescusável ou vencível. Nessa espécie de culpa, pode-se perceber que há um erro de denominação, já que nesses parâmetros existe um crime doloso que está sendo punido a partir da pena de um crime culposo. Pode-se citar como casos de culpa por extensão, o que é previsto no art. 23, parágrafo único, CP e no art. 20, § 1º.[2]

O Código Penal Brasileiro não distingue culpa consciente de culpa inconsciente, embora a doutrina e a jurisprudência façam essa distinção. É importante ressaltar a dificuldade de diferenciar as espécies de culpa no caso concreto, uma vez que é quase inexistente a diferença entre não prever um resultado jurídico e prevê-lo confiando na sua não-ocorrência, já que isso possui um alto grau de subjetividade. Nesse sentido, fazer esse estudo é complicado, devido à relação com o psicológico do autor e da análise do processo mental de escolha que realizou ao decidir agir. Diante disso, a maior ou menor gravidade de cada espécie de culpa deve ser deixada à apreciação do juiz, e não da legislação, ao dosar a pena diante de cada caso concreto. 

## Distinção de Dolo Eventual e Culpa Consciente
Em muitos casos, definir se o agente atua com dolo ou culpa, não é consensual e simples, vários são os fatores a serem considerados para essa análise. O Código Penal não esclarece a abrangência da expressão “assumiu o risco de produzi-lo”, presente no Artigo 18, que define essa aferição da conduta. Essa indefinição torna a mensura quanto à existência de culpa ou dolo imprecisa e subjetiva, o que gera uma indefinição acerca de entendimentos, o que pode, em última instância, causar insegurança jurídica, pela subjetividade da experiência pessoal do julgador causar imprevisibilidade no julgamento. Isso porque no âmbito culposo também se assume uma espécie de responsabilidade comparável ao ânimo de produzir o resultado.
Por isso, foi importante conceituar tanto o dolo quanto a culpa mais detalhadamente, ao que surgiram então as definições de dolo eventual e culpa consciente.
A culpa consciente ocorre quando o agente não queria que aquele resultado viesse a ocorrer, mas, da mesma forma, assumiu, ainda que apenas de fato, o risco de produzi-lo como resultado de suas ações. Pois, apesar de sabê-lo um possível risco, acreditava fielmente ser capaz de evitá-lo, o que só não acontece por algum erro de julgamento, de cálculo ou na execução.
Por outro lado, há dolo eventual naquelas situações em que o agente prevê que o resultado deve vir a acontecer (sabe que é possível), ainda que não tenha certeza absoluta, mas o aceita (resolve agir ainda que aquilo venha a acontecer) como um dos possíveis desdobramentos de suas ações.
Há dolo eventual no caso em que o sujeito A, para matar B, explode o carro onde B se encontra. No entanto, A sabia que era possível que outras pessoas estivessem próximas ao carro no momento da explosão, e estas poderiam acabar morrendo, ainda que soubesse dessa possibilidade, A resolve explodir o carro, e de fato mata algumas pessoas que estavam próximas. Ao resolver agir, A aceita a morte dessas pessoas como um possível resultado de suas ações — como imprudência — e por isso age com dolo eventual.
Há culpa consciente no caso em que um sujeito A resolve ultrapassar um semáforo vermelho, por não enxergar, à primeira vista, nenhum transeunte. Ele sabe que, em tese, poderia haver um número de pessoas atravessando a faixa sob este, mas, ao não ver nenhuma, assume que assim não há e resolve atravessar em alta velocidade. No entanto, o sujeito B atravessa a rua e, sem reparar no carro do sujeito A, segue o seu trajeto, em rota de colisão com este. O sujeito A, ao enxergar B, emprega todos os artifícios que pode para alterar o rumo do carro, mas não consegue, atropelando e matando o sujeito B. Nesse caso, mesmo sem informações que pudessem lhe fornecer uma análise objetiva do risco de ferir ou matar B, o sujeito A incorre em inobservância legal — negligência — quanto às consequências teóricas de suas ações. Assim o evento, mesmo que mais improvável, era possível, porém descartado pelo agente como um resultado.